# Frans Tausch
Franciscus (Frans) Tausch (Schijndel, 19 december 1915 – Den Bosch, 16 januari 1996) was een Nederlands voetballer die bij voorkeur als aanvaller speelde. Hij kwam uit voor PEC en BVV.

## Carrière
Tausch doorliep de jeugd van RKSV Schijndel, hier debuteerde hij later in het eerste elftal. In 1934/35 kwam hij een jaar uit voor Wilhelmina alvorens in 1935 naar Kampen te verhuizen waarna hij ging voetballen voor PEC, hiermee werd hij in het seizoen 1940/41 kampioen van de tweede klasse Oost. In 1943 verhuisde hij opnieuw, nu naar 's-Hertogenbosch. Vijf seizoenen speelde hij voor de hoofdmacht van BVV. Met BVV werd hij in het seizoen 1947/48 kampioen van Nederland. Na zijn spelerscarrière werd hij trainer van verschillende clubs waaronder: Sittardia, SV DOSKO, RBC, SV TOP, RKC, RKDVC en RKSV Schijndel.
Naast het voetballen runde hij jarenlang een klokken- en sigarenzaak.

### Carrièrestatistieken
| Seizoen         | Club            | Land            | Competitie      | Competitie      | Competitie      | Beker           | Beker           | Internationaal  | Internationaal  | Overig          | Overig          | Totaal          | Totaal          |
| Seizoen         | Club            | Land            | Competitie      | Wed.            | Dlp.            | Wed.            | Dlp.            | Wed.            | Dlp.            | Wed.            | Dlp.            | Wed.            | Dlp.            |
| --------------- | --------------- | --------------- | --------------- | --------------- | --------------- | --------------- | --------------- | --------------- | --------------- | --------------- | --------------- | --------------- | --------------- |
| 1934/35         | Wilhelmina      | Nederland       | Tweede klasse   | –               | –               | –               | –               | –               | –               | –               | –               | –               | –               |
| 1935/36         | PEC             | Nederland       | Eerste klasse   | –               | –               | –               | –               | –               | –               | –               | –               | –               | –               |
| 1936/37         | PEC             | Nederland       | Eerste klasse   | –               | –               | –               | –               | –               | –               | –               | –               | –               | –               |
| 1937/38         | PEC             | Nederland       | Eerste klasse   | –               | –               | –               | –               | –               | –               | –               | –               | –               | –               |
| 1938/39         | PEC             | Nederland       | Tweede klasse   | –               | –               | –               | –               | –               | –               | –               | –               | –               | –               |
| 1939/40         | PEC             | Nederland       | Tweede klasse   | –               | –               | –               | –               | –               | –               | –               | –               | –               | –               |
| 1940/41         | PEC             | Nederland       | Tweede klasse   | –               | –               | –               | –               | –               | –               | –               | –               | –               | –               |
| 1941/42         | PEC             | Nederland       | Eerste klasse   | –               | –               | –               | –               | –               | –               | –               | –               | –               | –               |
| 1942/43         | PEC             | Nederland       | Eerste klasse   | –               | –               | –               | –               | –               | –               | –               | –               | –               | –               |
| 1943/44         | PEC             | Nederland       | Eerste klasse   | –               | –               | –               | –               | –               | –               | –               | –               | –               | –               |
| 1943/44         | BVV             | Nederland       | Eerste klasse   | –               | –               | –               | –               | –               | –               | –               | –               | –               | –               |
| 1944/45         | BVV             | Geen competitie | Geen competitie | Geen competitie | Geen competitie | Geen competitie | Geen competitie | Geen competitie | Geen competitie | Geen competitie | Geen competitie | Geen competitie | Geen competitie |
| 1945/46         | BVV             | Nederland       | Eerste klasse   | –               | –               | –               | –               | –               | –               | –               | –               | –               | –               |
| 1946/47         | BVV             | Nederland       | Eerste klasse   | –               | –               | –               | –               | –               | –               | –               | –               | –               | –               |
| 1947/48         | BVV             | Nederland       | Eerste klasse   | –               | –               | –               | –               | –               | –               | –               | –               | –               | –               |
| Carrière totaal | Carrière totaal | Carrière totaal | Carrière totaal | –               | –               | –               | –               | –               | –               | –               | –               | –               | –               |

## Erelijst

### MetPEC
| Competitie         | Winnaar | Winnaar | Runner-up | Runner-up |
| Competitie         | Aantal  | Jaren   | Aantal    | Jaren     |
| ------------------ | ------- | ------- | --------- | --------- |
| Nationaal          |         |         |           |           |
| Tweede klasse Oost | 1x      | 1940/41 | 1x        | 1938/39   |

### MetBVV
| Competitie    | Winnaar | Winnaar | Runner-up | Runner-up |
| Competitie    | Aantal  | Jaren   | Aantal    | Jaren     |
| ------------- | ------- | ------- | --------- | --------- |
| Nationaal     |         |         |           |           |
| Landskampioen | 1x      | 1947/48 |           |           |

### MetRBC
| Competitie              | Winnaar | Winnaar | Runner-up | Runner-up |
| Competitie              | Aantal  | Jaren   | Aantal    | Jaren     |
| ----------------------- | ------- | ------- | --------- | --------- |
| Nationaal               |         |         |           |           |
| Kampioen tweede divisie | 1x      | 1956/57 |           |           |